# Калугин, Эрик Яковлевич
Э́рик Я́ковлевич Калу́гин (26 июля 1937, Великий Новгород — 26 января 2003, там же) — советский гребец-байдарочник, выступал за сборную СССР в середине 1960-х годов. Чемпион национального первенства, участник летних Олимпийских игр в Токио, победитель и призёр регат республиканского значения. На соревнованиях представлял спортивное общество «Спартак», мастер спорта СССР международного класса (1966, знак № 408).

## Биография
Родился 26 июля 1937 года в Великом Новгороде. Активно заниматься греблей начал в раннем детстве, проходил подготовку под руководством тренера Василия Степанова, чемпиона Европы на байдарке-четвёрке, призёра V Всемирного фестиваля молодежи и студентов 1955 года в Варшаве. Представлял новгородскую команду добровольного спортивного общества «Спартак».
Первого серьёзного успеха добился в 1963 году, когда на взрослом всесоюзном первенстве завоевал золотую медаль в эстафете 4 × 500 м. Попав в основной состав советской национальной сборной, участвовал в зачёте чемпионата мира в югославском городе Яйце, в гонке двоек на 10000 метров пришёл к финишу девятым.
Благодаря череде удачных выступлений в 1964 году Калугин удостоился права защищать честь страны на летних Олимпийских играх в Токио — в двойке с Ибрагимом Хасановым смог выйти в финал километровой дистанции, но в решающем заплыве финишировал лишь седьмым. Впоследствии за выдающиеся спортивные достижения удостоен почётного звания «Мастер спорта СССР международного класса».
Умер 26 января 2003 года. Похоронен на Рождественском кладбище Великого Новгорода.